# Azad systems
Azad systems — совместная израильско-азербайджанская компания по производству беспилотных летательных аппаратов.

## Открытие
В 2009 году между Израилем и Азербайджаном было подписано соглашение о строительстве завода по производству БПЛА в Азербайджане. В марте 2011 года предприятие сдано в эксплуатацию под названием AZAD Systems Co при содействии израильской компании «Aeronautics Defense Systems», у которой ранее Азербайджан закупал беспилотные летательные аппараты «Aerostar». С этого момента на предприятии приступили к выпуску Orbiter 2М под названием «Гарангуш» («Ласточка») и Aerostar под названием «Шахин». Планировалось, что предприятие достигнет уровня локализации в 30 %. Официальной информации о количестве выпущенных БПЛА предприятие не предоставляло, однако, к началу боевых действий в Нагорном Карабахе судя по бортовым номерам аппаратов «Шахин» было выпущено не менее 60.
В 2014 году был презентован новый тактический беспилотник «Orbiter 3», к выпуску которого также приступили на предприятии. В 2016 году во время локального обострения в Нагорном Карабахе один из таких БПЛА был обнаружен среди сбитой армянами техники. А к началу боевых действий 2020 года количество выпущенных дронов «Orbiter 3» достигло сотни.
В 2017 году «Azad systems» приступила к выпуску БПЛА-камикадзе «Orbiter 1K», который получил название «Zərbə 1K» (от Zərbə — удар). Беспилотники «Orbiter 2М», «Orbiter 1K», «Orbiter 3», как закупленные у Израиля, так и выпущенные в Азербайджане, применялись азербайджанской стороной в ходе боевых действий в Нагорном Карабахе в июле 2020 года.

## Ссылка
- Azad systems Архивная копия от 4 сентября 2019 на Wayback Machine